# Randija Harcha
Randija Harcha (ur. 26 maja 2000) – algierska zapaśniczka walcząca w stylu wolnym. Srebrna medalistka mistrzostw śródziemnomorskich w 2018. Trzecia na mistrzostwach Afryki kadetów w 2016 roku.